# Berta Vázquez

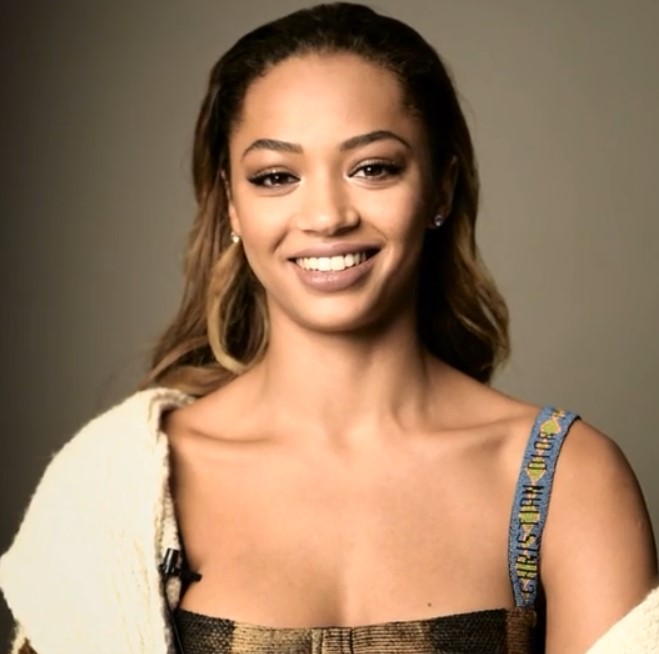
Berta Vázquez

Berta Vázquez (* 28. März 1992 in Kiew als Birtukan Tibebe) ist eine spanische Schauspielerin und Model.

## Biography
Vázquez wurde am 28. März 1992 in Kiew als Tochter eines äthiopischen Vaters und einer ukrainischen Mutter geboren. Im Alter von drei Jahren wurde sie von einer Familie in Elche adoptiert. Als sie achtzehn wurde, zog sie nach Madrid. 2013 schickte sie für The Voice Spain ein Musikvideo ein, wurde aber nicht ausgewählt.
Ihr Debüt gab sie 2015 in dem Film Palmeras en la nieve.
Im selben Jahr wurde sie für die Serie Vis a vis gecastet. Zwischen 2016 und 2018 trat sie in Paquita Salas auf. Außerdem setzte sie 2017 ihre Karriere in El accidente fort. Anschließend spielte Vázquez 2018 in dem Film Las leyes de la termodinámica die Hauptrolle. 2022 war sie in der Serie Willkommen auf Eden zu sehen.
Im Laufe ihrer Karriere hat sie verschiedene Künstlernamen verwendet, darunter Cleo Brian, Mila Russo und derzeit Berta Vázquez.

## Filmografie
Filme
- 2015: Palmeras en la nieve
- 2018: Las leyes de la termodinámica
- 2024: Un hípster en la España vacía
- 2024: Apokalypse Z – Der Anfang vom Ende (Apocalypse Z: El principio del fin)
- 2025: Pequeños calvarios

Serien
- 2015–2019: Vis a vis
- 2016–2018: Paquita Salas
- 2017–2018: El accidente
- 2020: Vis a Vis – Das Oasis (Vis a Vis: El Oasis)
- 2022: Willkommen auf Eden (Bienvenidos a Edén)

## Sprechrollen (Auswahl)
- 2017: The LEGO Batman Movie (Harley Quinn)
- 2018: Smallfoot – Ein eisigartiges Abenteuer (Meechee)